# Ernest Petit (historien)
Pour les articles homonymes, voir Ernest Petit et Petit.
Ernest Petit, né au Prieuré de Vausse à Châtel-Gérard (Yonne) le 28 mars 1835 et mort à Sarry (Yonne) le 15 juillet 1918, est un médiéviste français, historien de la Bourgogne, et un homme politique républicain. 

## Biographie
Ernest Petit nait le 28 mars 1835 au prieuré de Vausse à Châtel-Gérard, transformé en faïencerie à la Révolution et que son grand-père avait acheté en 1803. Il est le fils d'Adèle Cadoux et de François Petit, médecin et entrepreneur de faïencerie. 
Il est collégien à Tonnerre puis à Auxerre. Il poursuit ses études à Paris au Lycée Charlemagne. En 1855, il intègre l'École des Mines, mais il abandonne ses études scientifiques et se tourne en autodidacte vers l'histoire.

### Un historien de la Bourgogne

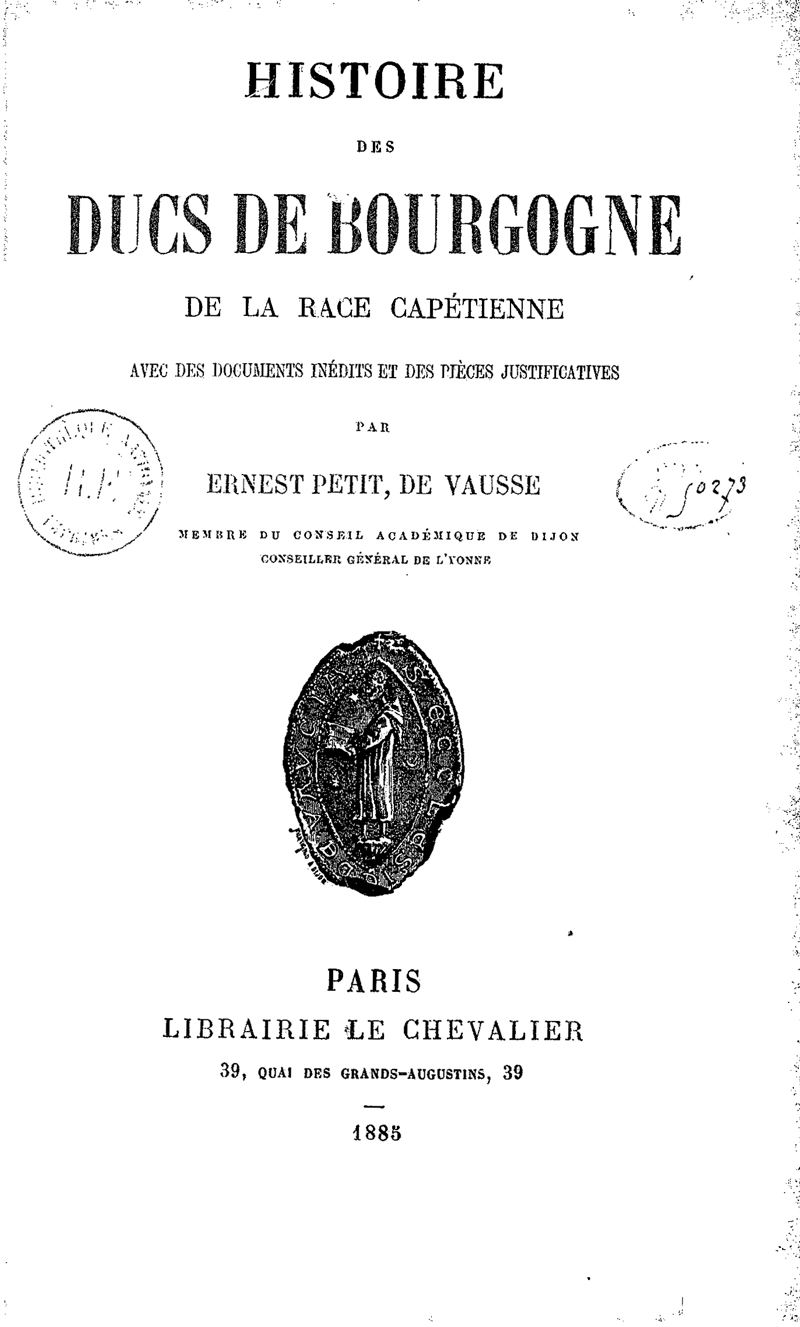

Ernest Petit commence à publier ses premières études d'histoire locale.
En 1858, l'activité de la faïencerie cesse au prieuré de Vausse, et Ernest Petit aménage l'ancienne église pour en faire sa bibliothèque et son cabinet de travail. C'est là qu'il rédige plus d'une centaine de travaux historiques au cours de sa carrière.
En 1867, il fait éditer Avallon et l'Avallonnais, ouvrage de référence sur sa région. Son œuvre maîtresse, l’Histoire des ducs de Bourgogne de la race capétienne, en neuf volumes, paraît entre 1885 et 1905. Il reçoit pour cette œuvre le prix de l'Académie des inscriptions et belles lettres.
En ce siècle d'or des sociétés savantes, Ernest Petit devient membre de la Société des sciences historiques et naturelles de l'Yonne en 1859 et publie trois notices dans son Bulletin annuel de 1859. Il en devient le président en 1894. Il est également membre de la Société d'Études d'Avallon dès sa fondation en 1859.
En 1898, il est fait chevalier de la Légion d'honneur, pour l'ensemble de ses travaux.

### Un notable républicain
En épousant en juin 1863 Louise Berthe Rathier, il entre dans une grande famille de notables républicains du canton. Son beau-père Alfred Rathier, maire du bourg voisin de Sarry, le pousse en politique. 
Élu sans interruption de 1877 à 1907, il représente le canton de Noyers au Conseil général de l'Yonne. À partir de 1880, il est délégué au Conseil académique de Dijon et exerce différentes fonctions officielles, notamment au ministère de l'Instruction publique.

## Principales publications
- nombreuses notices dans le Bulletin de la Société des Sciences Historiques et Naturelles de l'Yonne
- Vausse, prieuré de Saint-Denis ou Notre-Dame de Vaulce, Auxerre, 1860
- Avallon et l'Avallonnais - étude historique, Auxerre, 1867
- Histoire des ducs de Bourgogne de la race Capétienne, Paris, 1885 à 1905 (« tous les volumes en ligne sur Gallica » (consulté le 16 novembre 2017) )

- Prix Gobert 1906 de l'Académie des inscriptions et belles-lettres.
- Autres œuvres d'Ernest Petit sur Gallica